# Mordella leucaspis
Mordella leucaspis es una especie de coleóptero de la familia Mordellidae.

## Subespecies
La especie contiene las siguientes subespecies:
- Mordella leucaspis bicoloripilosa Horák, 1985
- Mordella leucaspis leucaspis Küster, 1849

= Mordella leucaspis adnexa Ermisch, 1969
= Mordella leucaspis persica Apfelbeck, 1914

## Distribución geográfica
Habita en Europa.